# Roridulaceae
Classification APG III (2009)
Famille
Répartition géographique
Les Roridulaceae sont une famille de plantes à fleurs dicotylédones de l'ordre des Ericales. Elle comprend 2 ou 3 espèces du genre Roridula (en).
Ce sont de petits arbustes, à feuilles allongées couvertes de poils collants qui retiennent des insectes. On peut les considérer comme des plantes carnivores indirectes car ces insectes sont consommés par une punaise du genre Pameridea dont les déjections sont absorbées par les feuilles, qui présentent des tissus spécialement adaptés.
Ces arbustes sont originaires des régions subtropicales à tropicales d'Afrique du Sud.

## Dénomination

### Étymologie
Le nom vient du genre type Roridula, qui est un diminutif du latin roridus, « couvert de rosée », en référence à l'exsudat collant sécrété par les glandes ou les tentacules pédonculés qui garnissent les feuilles.

### Noms vernaculaires
Dans la province du Cap-Occidental (Afrique du Sud), le genre est communément appelé en anglais « dewstick », « bâton de rosée » ou « fly bush », « buisson de mouche », et en langue afrikaans, « vlieë-bos » ou « vlieë-bossie », « buisson de mouche ».

## Classification
En classification classique de Cronquist (1981), cette famille n'existe pas, le genre Roridula étant situé dans la famille des Byblidacées et dans l'ordre des Rosales.
La classification phylogénétique créé pour ce genre la famille des Roridulaceae et la situe dans l'ordre des Ericales.

## Liens externes

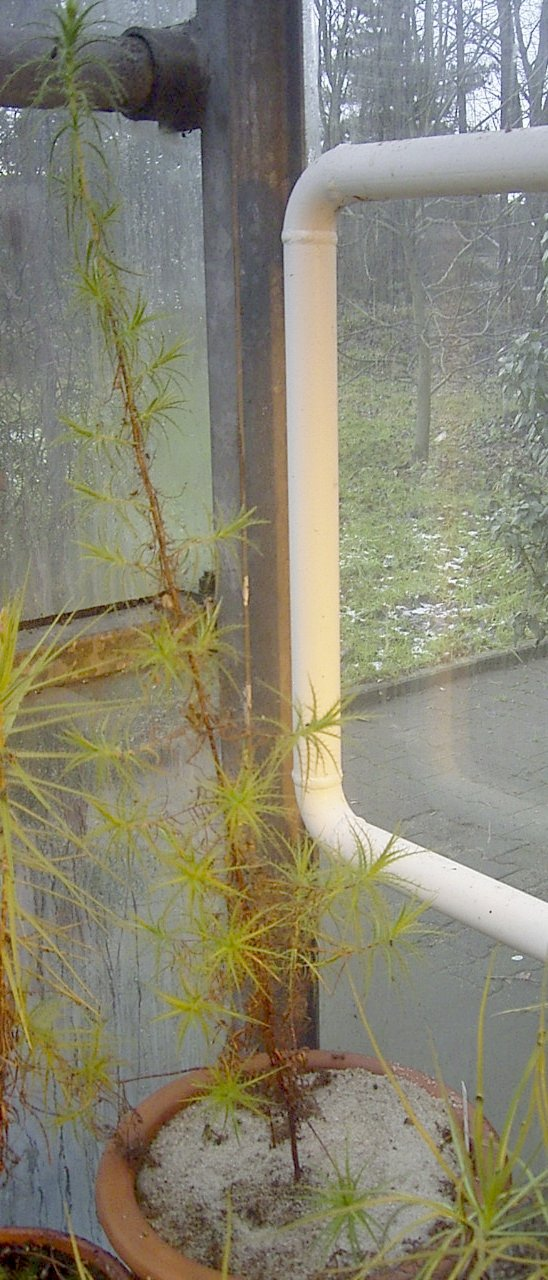
Roridula dentata en pot.

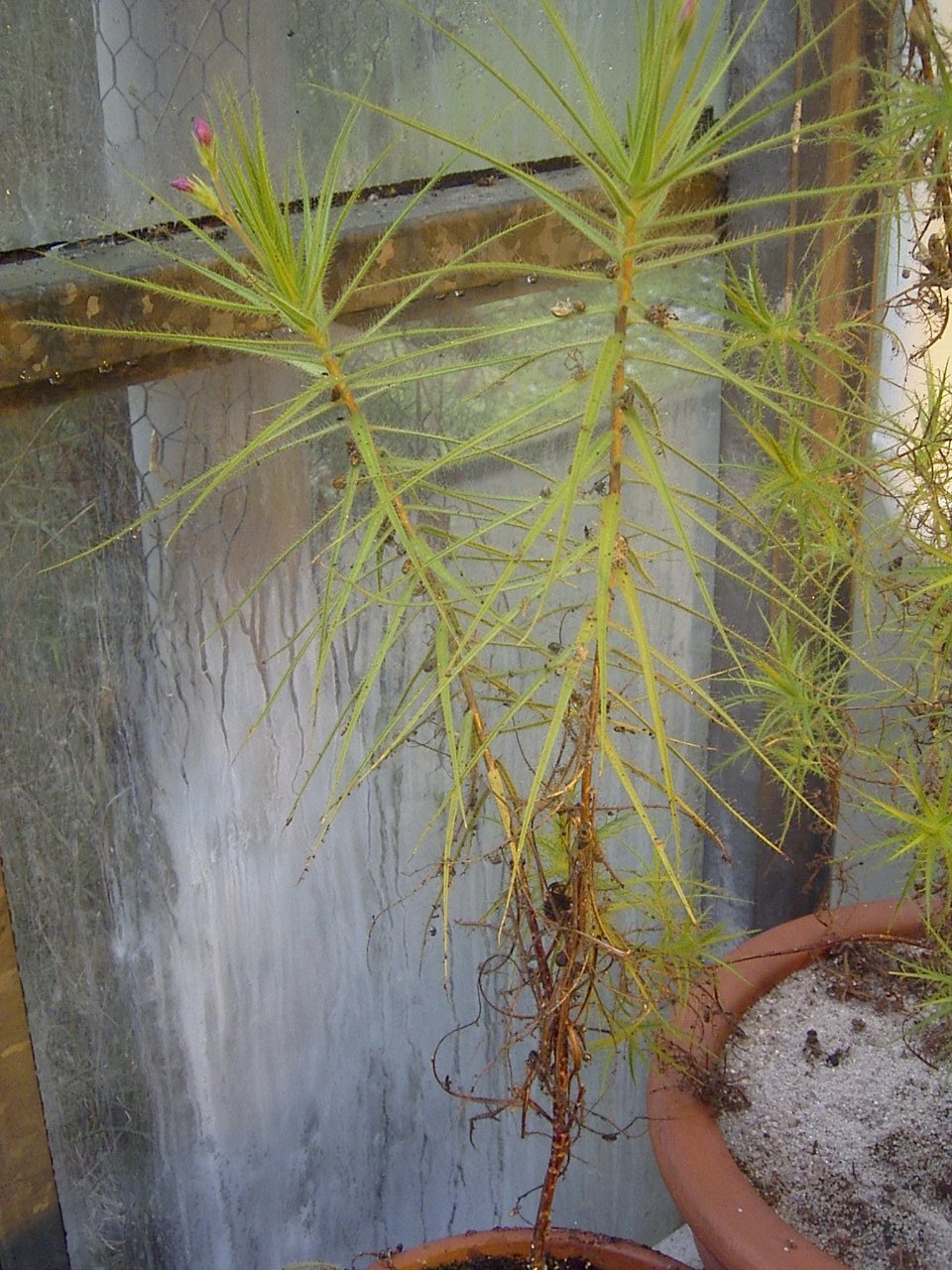
Roridula gorgonias en pot.

## Liste des genres
Selon Angiosperm Phylogeny Website (30 Jun 2010), NCBI (30 Jun 2010) et DELTA Angio (30 Jun 2010) :
- Roridula (en) Burm.f. ex L.

## Liste des espèces
Selon NCBI (30 Jun 2010) :
- genre Roridula
  - Roridula dentata
  - Roridula gorgonias
  - Roridula sp. 'Soltis s.n.'